# Robert B. MacLeod
Robert Brodie MacLeod (* 31. Januar 1907 in Martintown, Kanada; † 19. Juni 1972) war ein kanadischer Psychologe.

## Leben
Robert MacLeod studierte Psychologie an der McGill University, wo er 1926 seinen B.A. und 1927 seinen M.A. erwarb. Ein Stipendium (Morse Travelling Fellowship) ermöglichte es ihm, die beiden folgenden Jahre an der Universität Berlin bei den Begründern der Gestalttheorie Max Wertheimer, Kurt Koffka und Wolfgang Köhler zu studieren, was seinen wissenschaftlichen Lebensweg stark prägen sollte.
Nach seiner Rückkehr nach Amerika vollendete er sein Doktoratsstudium an der Columbia University bei R.S. Woodworth mit einer wahrnehmungspsychologischen Dissertation über Helligkeitskonstanz. Schon während der Arbeit an seiner Dissertation unterrichtete er 1930–1933 Psychologie an der Cornell University. Anschließend wurde er an das Swarthmore College berufen, wo er – mit Unterbrechungen durch Militärdienstzeiten – bis 1946 tätig war. Er war es, der in dieser Zeit die Gestaltpsychologen Wolfgang Köhler und Hans Wallach in die USA holte. Auch die dann lebenslange Zusammenarbeit von Mary Henle mit Wolfgang Köhler begann zu dieser Zeit in Swarthmore. 1935 übersetzte er mit Charles Warren Fox das Buch Die Erscheinungsweisen der Farben und ihre Beeinflussung durch die individuelle Erfahrung von David Katz, dessen Arbeit er bei einem Besuch an der Universität Rostock kennen und schätzen gelernt hatte, ins Englische.
1946 kehrte MacLeod als Professor und Vorsitzender des Department of Psychology nach Kanada an die McGill University zurück. Zwei Jahre später übernahm er die Leitung des Department of Psychology an der Cornell University, die er von 1948 bis 1953 wahrnahm. Er lehrte an diesem Department bis zu seinem Tod im Jahr 1972.
Schwerpunkte seiner Tätigkeit in Forschung und Lehre waren die experimentelle Psychologie der Wahrnehmung, der Sprache und des Denkens. Er forschte auf dem Gebiet der inter-kulturellen Psychologie, besonders zu Afrika und dem Mittleren Osten, zur Geschichte und Theorie der phänomenologischen Psychologie, der Erziehungswissenschaft und der Auswirkungen der Unterernährung auf die mentale Entwicklung. Er veröffentlichte fünf Bücher und über 100 Fachartikel auf diesen Gebieten.
MacLeod gehörte dem Direktorium der American Psychological Association an und war Präsident mehrerer APA-Sektionen, einschließlich der Sektion für die Lehre der Psychologie.

## Schriften
- 1975: The persistent problems of psychology, Pittsburgh: Atlantic Highlands, N.J., Duquesne University Press. ISBN 978-0-391-00393-4
- 1974 (mit Herbert L. Pick, als Herausgeber und Autor) Perception: essays in honor of James J. Gibson, Ithaca: Cornell University Press. ISBN 978-0-8014-0835-9
- 1969 (als Herausgeber und Autor): William James: unfinished business, Washington: American Psychological Association.
- 1958: The Phenomenal Approach to Social Psychology. In: Renato Tagiuri, Luigi Petrullo, Person Perception and Interpersonal Behavior, Stanford University Press, 33–53.
- 1932: An Experimental Investigation of Brightness Constancy. Columbia University.